# Ouachegami
Ouachegami, naziv za jednu skupinu Algonquian Indijanaca iz Kanade (Sultzman) koje spominju stari francuski izvori. Prema John Fletcher Stewardu (u Lost Maramech and Earliest Chicago...) ovaj naziv, pisan na francuskom, mogao bi biti identičan s Watagamie (Outagamie), koja u algonkinskoj jeziku znači  'fox'  (=lisica), i ime je jednom algonkinskom plemenu, Fox, čija je kasnija lokacija na području južno od Velikih jezera, odnosno u SAD-u.